# Vlag van Anjouan

Vlag van Anjouan (ratio 2:3)

De vlag van Anjouan werd aangenomen in 2012. De vlag bestaat uit een rood veld met in het midden een witte wassende maan en vier witte sterren.

## Geschiedenis

Vlag van het Sultanaat Ndzuwani (voor 1833)
Vlag van het Sultanaat Ndzuwani (1833-ca. 1850)
Vlag van het Sultanaat Ndzuwani (ca. 1850)
Vlag van het Sultanaat Ndzuwani (ca. 1850-1893), separatistische vlag en later officiële vlag (1997-2012)